# Marengo (Ohio)
Pour les articles homonymes, voir Marengo.
Marengo est un village américain situé dans le comté de Morrow, dans l’Ohio. Selon le recensement de 2010, sa population est de 342 habitants.